# Trans-en-Provence
Trans-en-Provence è un comune francese di 5 625 abitanti situato nel dipartimento del Var della regione della Provenza-Alpi-Costa Azzurra.

## Cultura

### Ufologia
Trans-en-Provence è nota negli ambienti ufologici per un presunto avvistamento ufo che avrebbe lasciato tracce sul terreno.

## Società

### Evoluzione demografica
Abitanti censiti